# Kater
Pour plus de détails, voir Fiche technique et Distribution.
Kater est un film autrichien réalisé par Klaus Händl, sorti en 2016. 
Le film, présenté dans la section Panorama, remporte le Teddy Award à la Berlinale 2016.
Le titre en allemand est un jeu de mots ayant le double sens de « chat » et de gueule de bois.

## Synopsis
Andreas et Stefan ont une vie heureuse et passionnante. Avec leur chat Moses, ils vivent dans une belle maison dans les vignes de Vienne. Ils travaillent comme musicien et programmeur dans le même orchestre et ils apprécient leurs amis.

## Fiche technique
- Titre original : Kater
- Titre anglais : Tomcat
- Réalisation : Klaus Händl
- Scénario : Klaus Händl
- Photographie : Gerald Kerkletz
- Montage : Joana Scrinzi
- Musique : Johann Sebastian Bach, Felix Mendelssohn-Bartholdy, Maurice Ravel
- Direction artistique : Enid Löser
- Costumes : Tanja Hausner
- Société(s) de production : Coop99 Filmproduktion
- Pays d'origine :  Autriche
- Langue : allemand
- Genre : Drame
- Format : Couleur - 2,35:1 - 35 mm
- Durée : 124 min.
- Date de sortie : 
  - Berlinale 2016 : 13 février 2016
  -  Allemagne : 24 novembre 2016

## Distribution
- Philipp Hochmair : Andreas
- Lukas Turtur : Stefan
- Sebastian Löschberger : Bernhard
- Cornelius Meister : Bruno Ceipek
- Manuel Rubey : Vladimir
- Thomas Stipsits : Lorenz
- Anders Nyqvist : Hannes
- Maria Grün : Charlotte
- Benedikt Leitner : Edmund
- Johannes Kubitschek : Volker
- Petra Hartl : Renate
- Rudolf Illavsky : Petzi
- Anais Tamisier : Bibiane
- Violaine Regnier : Yvonne